# 羅索沙 (利波韋茨區)
49°14′38″N 29°11′20″E / 49.24389°N 29.18889°E
羅索沙（烏克蘭語：Росоша）是位於烏克蘭西南部文尼察州裏文尼察區的村莊，處於亞西科瓦河畔，面積5.22平方公里，海拔高度266米，2001年人口2,450。